# Aeroportul Bengbu
Aeroportul Bengbu (IATA: BFU, ICAO: ZSBB) este un aeroport din Bengbu⁠(d), Anhui, Republica Populară Chineză.
aeroportul dispune de o singură pistă.